# Véraza
 Véraza là một xã của Pháp, nằm ở tỉnh Aude trong vùng Occitanie.